# Antiphytum
- Commons
- Wikispecies

Antiphytum é um gênero de plantas pertencente à família Boraginaceae.